# 크리스티안 체흐
크리스티안 체흐(슬로베니아어: Kristjan Čeh, 1999년 2월 17일~)는 슬로베니아의 육상 선수로 주 종목은 원반던지기이다. 2020년 하계 올림픽에 참가했고 세계 선수권 대회에서 금메달 1개(2022), 은메달 1개(2023)를 획득했다.
현재 슬로베니아 남자 원반던지기 국가 기록을 보유하고 있다.